# Cempedakbaum

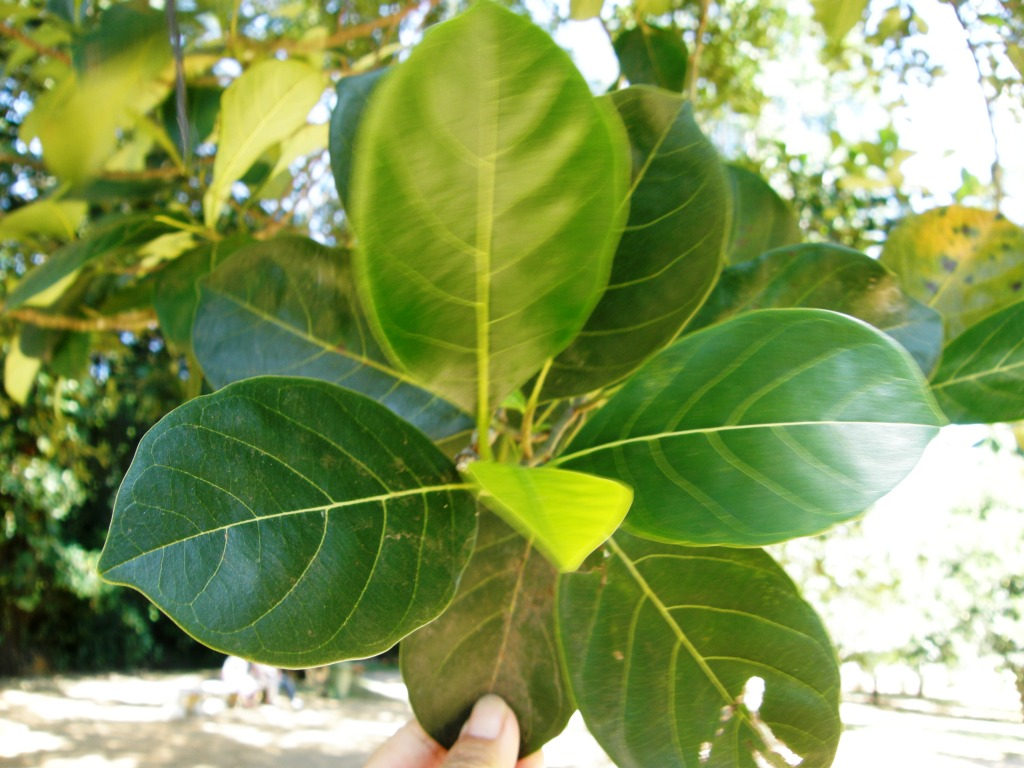
Blätter

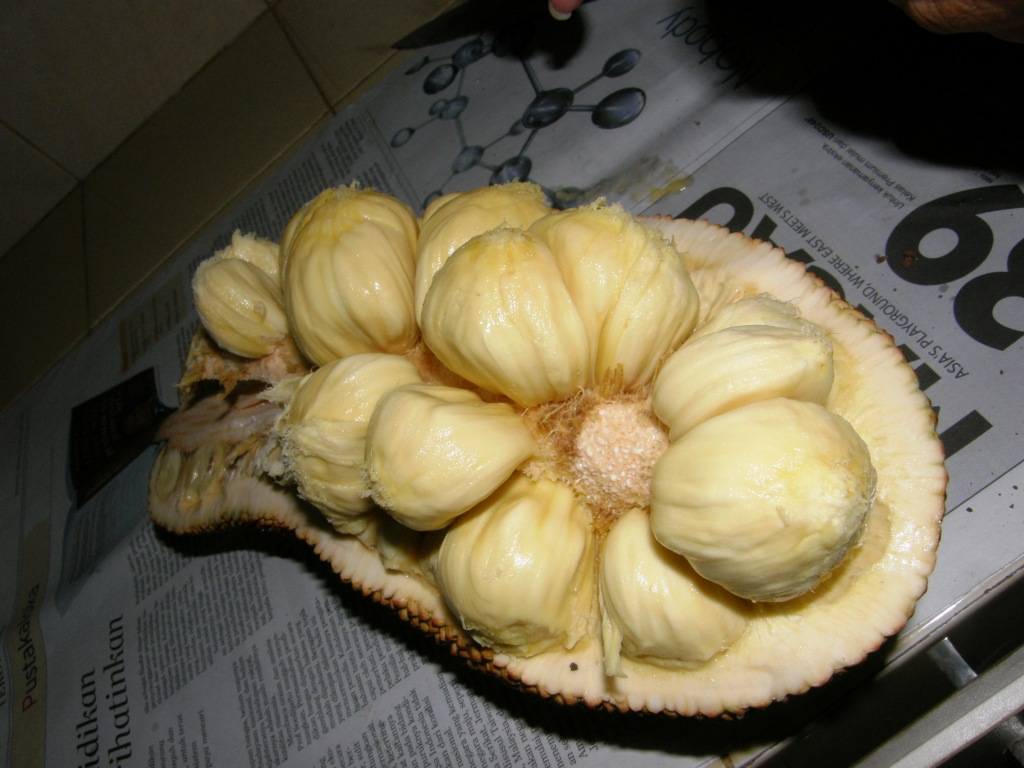
Fruchtfleisch

Der Cempedakbaum (Artocarpus integer), oder auch Champedak genannt, ist eine Pflanzenart, die zur Gattung Brotfruchtbäume (Artocarpus) innerhalb der Familie Maulbeergewächse (Moraceae) gehört.

## Beschreibung
Artocarpus integer wächst als immergrüner Baum und erreicht Wuchshöhen von bis zu 20 Meter. Wie andere Brotfruchtbaumgewächse enthalten alle Pflanzenteile einen weißen klebrigen Milchsaft. Die Blüten sind unscheinbar und eingeschlechtig. Der bis zu 60 cm lange, 20 cm breite, grünlich gelbe Fruchtverband kann bis zu 4 kg wiegen.
Die Chromosomenzahl beträgt 2n = 56.

## Verbreitung
Der Baum stammt aus Südostasien, er ist insbesondere in Malaysia und Indonesien beheimatet. Auf Borneo kommt der Baum auch verwildert vor.

## Nutzung
Die Früchte werden wegen ihres aromatischen gelblichen, cremig-weichen, sehr schmackhaften Fruchtfleisches (Arillus) geschätzt. Allerdings ist der intensive Duft für viele europäische Nasen unangenehm, ähnlich wie der Duft der Durian. In der Aroma- und Beliebtheitsskala rangiert die Frucht zwischen Durian (Durio zibethinus) und Nangka (Jackfrucht, Artocarpus heterophyllus). Das Fruchtfleisch kann frisch oder frittiert im Teig konsumiert werden. Der Samen ist nach dem Kochen oder Rösten essbar. Bei reich tragenden Bäumen werden zahlreiche unreife Früchte entfernt, diese können als Gemüse, ähnlich wie die Jackfrucht, in der Küche verwertet werden.

### Nährwert
|               | Eiweiß    | Fett      | Kohlenhydrate |
| ------------- | --------- | --------- | ------------- |
| Fruchtfleisch | 3,5–7,0 % | 0,5–2,0 % | 80 %          |
| Samen         | 10–13 %   | 1,0 %     | 80 %          |

## Systematik
Synonyme für Artocarpus integer (Thunb.) Merr. sind: Artocarpus champeden Spreng., Artocarpus polyphema Pers..